# British Home Championship 1947/48
Die British Home Championship 1947/48 war die 53. Auflage des im Round-Robin-System ausgetragenen Fußballwettbewerbs zwischen den vier britischen Nationalmannschaften von England, Irland (ab 1950/51 Nordirland), Schottland und Wales.
| Pl. | Nationalmannschaft | Sp. | S | U | N | Tore    | Punkte |
| --- | ------------------ | --- | - | - | - | ------- | ------ |
| 1.  | England            | 3   | 2 | 1 | 0 | 007:200 | 05:10  |
| 2.  | Wales              | 3   | 2 | 0 | 1 | 004:400 | 04:20  |
| 3.  | Irland             | 3   | 1 | 1 | 1 | 004:400 | 03:30  |
| 4.  | Schottland         | 3   | 0 | 0 | 3 | 001:600 | 0:60   |

|                                               |   |            |           |
| 4. Oktober 1947 in Belfast (Windsor Park)     |   |            |           |
| Irland                                        | – | Schottland | 2:0 (1:0) |
| 18. Oktober 1947 in Cardiff (Ninian Park)     |   |            |           |
| Wales                                         | – | England    | 0:3 (0:3) |
| 5. November 1947 in Liverpool (Goodison Park) |   |            |           |
| England                                       | – | Irland     | 2:2 (0:0) |
| 12. November 1947 in Glasgow (Hampden Park)   |   |            |           |
| Schottland                                    | – | Wales      | 1:2 (1:2) |
| 10. März 1948 in Wrexham (Racecourse Ground)  |   |            |           |
| Wales                                         | – | Irland     | 2:0 (1:0) |
| 10. April 1948 in Glasgow (Hampden Park)      |   |            |           |
| Schottland                                    | – | England    | 0:2 (0:1) |